# Josip Skoblar
Josip Skoblar (Privlaka,  1941. március 12. –) aranycipős, jugoszláv válogatott labdarúgó, edző.